# Thymus kimishepensis
{{#ifeq:0|0|{{#if:|{{#if:Thymuskimishepensis|[[]}}|}}}}
Thymus kimishepensis — вид рослин родини глухокропивові (Lamiaceae), ендемік Ірану.

## Опис
Невеликий напівчагарничок із сильно задерев'янілим стовбурцем до 7 мм в діаметрі. Квітконосні гілки відходять від дерев'янистих розгалужень стовбура третього порядку, 1.5–4 см заввишки, з міжвузлями ≈ 5–8 мм довжиною, густо запушені під суцвіттям і нижче відстовбурченими волосками 0.3–0.5 мм завдовжки. Стеблові листки від майже округлих до яйцюватих або рідше довгасто-еліптичних, 4–8 × 2.5–4.5 мм, з майже усіченою (у найнижчих) або округлою основою пластинки, відразу звуженою в широкий, але чітко виражений черешок ≈ 0.5–1 мм довжиною; на верхівці тупі; бічні жилки — дві пари, які на верхівці пластинки зливаються; точкові залозки майже непомітні; війки на краю листа до 0.5–0.8 мм завдовжки, розвинені, головним чином, на черешку або на самій основі пластинки; пластинка листа з обох сторін коротко волосиста.
Суцвіття голівчасте; приквітки лінійно-ланцетні, війчасті, коротше квітконіжок; квітконіжки ≈ 1.5–2 мм довжиною, відстовбурчено-волосисті; чашечка трубчасто-дзвонова, 3.5–4 мм довжиною, кругом відстовбурчено-волосиста з більш довгими волосками на нижньому боці й короткими на верхній; зубчики верхньої губи чашечки трикутно-ланцетні, з нечисленними війками на краю, віночок ≈ 5 мм довжиною, білий. Цвіте VI–VII.

## Поширення
Ендемік Ірану.